# Заричный, Иван Петрович
Иван Петрович Заричный (1903 — ?) — директор свиноводческого совхоза имени 1-го Мая Министерства совхозов СССР, Горловский район, Сталинская область, Герой Социалистического Труда.

## Биография
Иван Петрович Заречный родился в 1903 году в Кростенском округе Киевской области (ныне — Житомирская область) в семье зажиточных крестьян. Отец — Петр Матвеевич Заречный, владелец большого массива земли, части леса, луга-сенокоса, плантации хмеля, плодового сада, пасеки. Занимался экспериментальной агрономией, выращивая прогрессивные сорта сельскохозяйственных растений и высокопородные виды домашних животных.
Иван Петрович получил агрономическое образование в сельскохозяйственной профшколе, по специальности — зоотехник. После завершения учёбы работал в совхозе.
В 1946—1956 годах  директор свиноводческого совхоза имени 1-го Мая Министерства совхозов СССР Горловского района Сталинской области с центральной усадьбой в посёлке Новолуганское (с 1957 г. совхоз изменил специализацию на овощеводство и производство молока).
Звание Героя Социалистического Труда присвоено за исключительные заслуги перед государством, выразившиеся в получении в 1947 году урожая пшеницы 31 центнер с гектара на площади 120 гектаров. Указом Президиума Верховного Совета СССР от 13 марта 1948 года удостоен звания Героя Социалистического Труда за «получение высоких урожаев пшеницы и ржи в 1947 году» с вручением ордена Ленина и золотой медали «Серп и Молот» (№ 1292).
Этим же указом званием Героя Социалистического Труда были награждены старший агроном Михаил Нектарович Сергеенко, старший механик Афанасий Ильич Фомин, бригадиры Данил Яковлевич Боков и Марфа Марковна Мечетная.
В 1960 году упоминается как директор совхоза «Горняк» № 2, c 1955 — совхоза «Добропольский» Донецкой области.
Награды
- Герой Социалистического Труда
- Орден Ленина — четырежды (1948; 24.09.1949; 23.08.1950; 31.08.1953).

## Сочинения
- Заричный И. П. «Три тонны мяса на свиноматку. Опыт совхоза им. 1 Мая Сталинской обл». — М. [б. и.], 1952. — 55 с.
- Заричный И. П., Романчук А. И. «Первый год семилетки совхоза „Горняк“ № 2. [Развитие животноводства. Сталинская обл.]». — «Животноводство», 1959, № 12, с. 3-8.
- Заричный И. П. «Организация труда в свиноводстве». [Совхоз «Горняк» № 2 Добропольского района]. — Сталино: Кн. изд., 1960. — 20 с. (Сталинское обл. науч.-техн. об-во сел. и лесного хозяйства).
- «Домашнее животноводство» / В. С. Родин, И. П. Заричный, В. И. Корниенко и др.; [предисл. И. Е. Тимченко]. — Донецк: «Донбасс», 1971. — 184 с.